# Klassenkünstler

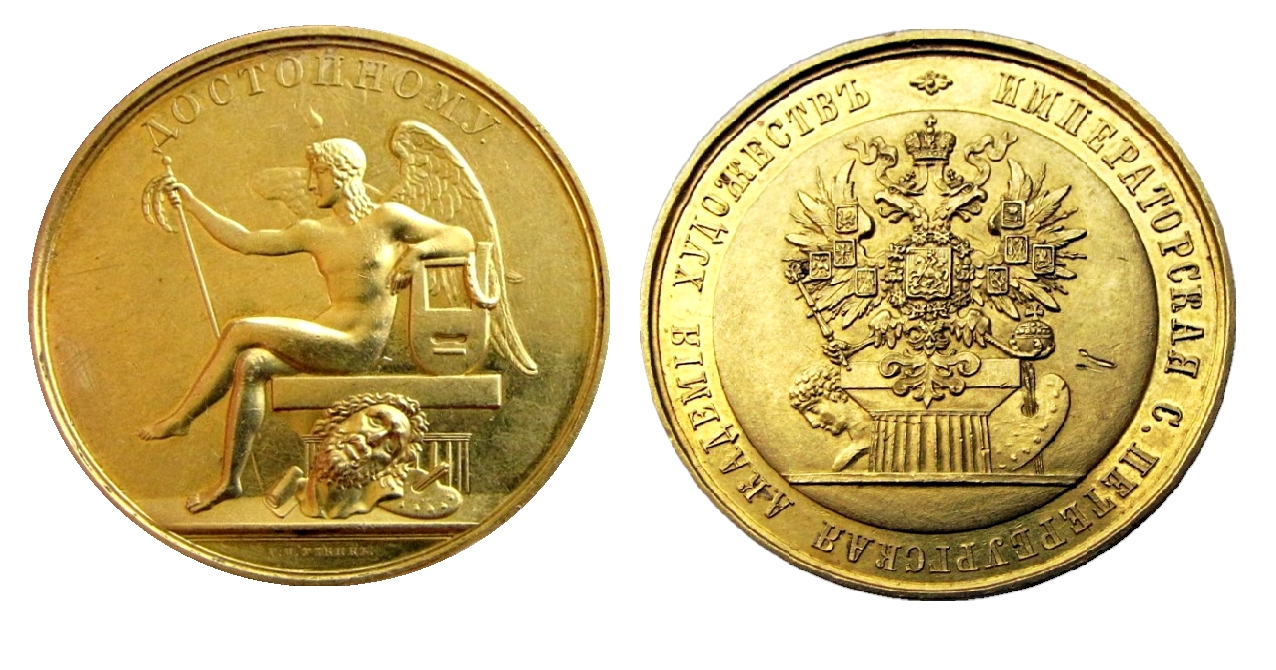
Große Goldmedaille der Kaiserlichen Kunstakademie in Sankt Petersburg

Klassenkünstler war ein formales Qualifikationsniveau für Künstler im Russischen Kaiserreich, das von den 1860er Jahren bis zu einer grundlegenden Reform im Jahr 1893 von der Moskauer Hochschule für Malerei, Bildhauerei und Architektur und der Kaiserlichen Kunstakademie in Sankt Petersburg verliehen wurde. Bei den regelmäßig stattfindenden Wettbewerben konnten vier verschiedene Stufen erreicht werden.

## Stufen
- Errang man bei Abschluss des Studiums keine Medaille, erreichte jedoch ein gewisses Niveau, so konnte man den Titel eines Freien Künstlers erwerben.
- Kleine Silbermedaille: Nach Abschluss des Studiums an einer der beiden Kunstakademien wurden die Arbeiten der Studenten bewertet. Sofern der Absolvent in den wissenschaftlichen Fächern mit der Gesamtnote „Z“ bestand und für die künstlerischen Leistungen eine Kleine Silbermedaille (mindestens Gesamtnote 3) zuerkannt bekam, wurde ihm auch der Titel „Künstler ohne Klasse/Rang“ verliehen. Diese Auszeichnung beinhaltete die Befreiung von der Kopfsteuer sowie die Befreiung von der Wehrpflicht. Bei der Bewertung der Arbeiten ging es weniger um die Kreativität, sondern mehr um die Demonstration einer künstlerisch-handwerklichen Kompetenz. Zu den Wettbewerben konnten auch Teilnehmer zugelassen werden, die nicht an einer der beiden Akademien studierten.
- Große Silbermedaille: Die Verleihung einer Großen Silbermedaille ging mit einer Verleihung des Titels „Klassenkünstler 3. Klasse/Ranges“ bei gleichzeitiger Verleihung des 14. Zivilrangs der Rangtabelle einher. Dieser Titel war – wie alle anderen akademischen Titel – der entsprechenden Beamtenklasse gleichwertig. Gleichzeitig war man berechtigt, im nächsten Jahr an einem Goldmedaillen-Wettbewerb teilzunehmen.
- Kleine Goldmedaille: Mit der Verleihung der Kleinen Goldmedaille waren der Titel „Klassenkünstler 2. Klasse/Ranges“ und die Eingruppierung in den 12. Zivilrang der Rangtabelle verbunden.
- Große Goldmedaille: Die Verleihung einer Großen Goldmedaille führte zur Verleihung des Titels „Klassenkünstler 1. Klasse/Ranges“ und der Zuerkennung des 9. Zivilrangs der Rangtabelle, verbunden mit einem Stipendium für eine Europareise. Für die Gewinner der Großen Goldmedaille eröffneten sich weitere Karrierechancen an einer der Akademien:
  - Für das Einreichen einer Auftragsarbeit zu einem bestimmten Thema, die vom Akademierat angenommen wurde, wurde der Titel des „Beauftragten“ verliehen.
  - Falls der „Beauftragte“ eine weitere Arbeit im Wettbewerb einreichte, konnte der Titel „Akademiker“ errungen werden.
  - Schließlich konnte dem „Akademiker“ der Titel eines außerordentlichen Professors zuerkannt werden und er konnte sich dann um eine ordentliche Professur an einer der Akademien bewerben.

Obwohl das System klar strukturiert aufgebaut war, kam es in der Praxis zu zahlreichen Ausnahmen für talentierte Künstler und herausragende Werke. Nach einer akademischen Reform im Jahr 1893, bei der auch das Auswahlverfahren verändert wurde, wurden die unterschiedlichen Stufen des Klassenkünstler durch den Titel „Künstler“ bzw. „Künstler-Architekt“ ersetzt.